# Jaime Ignacio González González
Jaime Ignacio González González, född 19 oktober 1960 i Madrid, är en spansk politiker i Partido Popular och nuvarande vicepresident, talesman och ledamot av Kultur- och sportrådet (Consejo de Cultura y Deporte) i Comunidad de Madrid i Spanien, dessutom generalsekreterare för PP i Madrid. Efter tillkännagivandet den 17 september 2012 att Esperanza Aguirre avgått, innehar han interimistiskt presidentskapet i Comunidad (genom att ha varit vicepresident), fram till utnämning av ny president.
González är gift och har tre döttrar.